# Александровка (Сеньковское сельское поселение)
Алекса́ндровка — деревня в Глазуновском районе Орловской области, входит в состав Сеньковского сельского поселения.

## География
Деревня расположена вблизи истока Оки, в 1,5 км от границы с Курской областью, в 17 км к юго-западу от Глазуновки и в 67 км к югу от Орла.
Рядом с деревней проходит тупиковая местная автодорога Глазуновка — Степная. Ближайшая железнодорожная станция находится в 8 км к востоку, на линии Орёл — Курск.

## Население
| 2010 |
| ---- |
| 37   |

## Достопримечательности
На краю деревни на берегу Оки обустроен парк «Исток Оки» с часовней. Исток реки находится примерно в 1 км от восточной окраины, является памятником природы регионального значения.
На окружающих деревню землях юга и юго-запада района создан природный заказник «Глазуновский».